# Charly Rodríguez
Carlos Alberto Rodríguez Gómez (Monterrey, Nuevo León, México; 3 de enero de 1997), más conocido como Charly Rodríguez, es un futbolista mexicano. Juega como mediocampista y su actual equipo es el C. F. Cruz Azul de Primera División de México. Es internacional con la Selección de fútbol de México.

## Trayectoria

### C. F. Monterrey
Nacido en Monterrey surgió de las fuerzas básicas del Monterrey, haciendo su debut profesional con «Los Rayados» el 28 de septiembre de 2016, en un partido de la fase de grupos de la Liga de Campeones de la Concacaf 2016-17 contra el Don Bosco, ganando 3–0. Se marchó en calidad de cedido al Toledo, teniendo 30 apariciones en las que anotó tres goles.
Regresando al Monterrey para la temporada 2018-19 , hizo su debut en la Liga MX el 20 de octubre de 2018, como sustituto en una victoria por 2-1 sobre el Toluca. Marcaría su primer gol con el Monterrey el 15 de febrero de 2019, en una victoria por 3-2 sobre los Monarcas Morelia. Él demostraría ser una parte vital del club ya que ganarían las finales de la Liga de Campeones de la Concacaf 2019 contra los Tigres de la UANL, rivales de la ciudad, después se incluiría en el once ideal de la competencia a Charly junto a sus compañeros de equipo Miguel Layún, Jesús Gallardo y Nicolás Gabriel Sánchez.
El 14 de diciembre, en el partido de cuartos de final de la Copa Mundial de Clubes de la FIFA 2019 contra el Al-Sadd, marcaría el tercer gol de Monterrey en una victoria por 2-3. A finales de mes, disputó en las dos etapas de la final del campeonato de Apertura contra el América. Marcaría un autogol en la ida, pero el Monterrey finalmente ganó el partido con un marcador de 2-1. Después de una derrota por 1–2 en el partido de vuelta, el Monterrey ganaría la final después de derrotar al América en un penal. Finalmente fue incluido en el once ideal del Apertura 2019.

## Selección nacional
Cinco meses después de su regreso la Liga MX, fue incluido en el primer microciclo de Gerardo Martino, y el 22 de marzo de 2019, debutó con la selección mexicana en un amistoso contra Chile, como titular.

### Apariciones en torneos oficiales

#### Copa de Oro 2019
En mayo de 2019, fue incluido en la lista preliminar para la Copa de Oro de la Concacaf 2019 y posteriormente fue incluido en la lista final. Aparecería en todos los partidos del torneo incluida la final ganada por México contra los Estados Unidos.

### Resultados
| Competición                     | Categoría | Sede                                  | Resultado    | Partidos | Goles |
| ------------------------------- | --------- | ------------------------------------- | ------------ | -------- | ----- |
| Copa de Oro de la Concacaf 2019 | Absoluta  | Estados Unidos · Costa Rica · Jamaica | Campeón      | 5        | 0     |
| Preolímpico Concacaf 2020       | Sub-23    | Guadalajara                           | Campeón      | 5        | 1     |
| Juegos Olímpicos de 2020        | Sub-23    | Japón                                 | Tercer lugar | 5        | 0     |
| Copa Mundial de 2022            | Absoluta  | Catar                                 | Primera fase | 2        | 0     |
| Total                           | –         | –                                     | –            | 17       | 0     |

## Estadísticas

### Clubes
| Club | Div.          | Temporada     | Liga(1) | Liga(1) | Liga(1) | Copas nacionales(2) | Copas nacionales(2) | Copas nacionales(2) | Torneos internacionales(3) | Torneos internacionales(3) | Torneos internacionales(3) | Total | Total | Total  | Media goleadora |
| Club | Div.          | Temporada     | Part.   | Goles   | Asist.  | Part.               | Goles               | Asist.              | Part.                      | Goles                      | Asist.                     | Part. | Goles | Asist. | Media goleadora |
| --- | ------------- | ------------- | ------- | ------- | ------- | ------------------- | ------------------- | ------------------- | -------------------------- | -------------------------- | -------------------------- | ----- | ----- | ------ | --------------- |
| C. F. Monterrey · México | 1.ª           |               |         |         |         |                     |                     |                     |                            |                            |                            |       |       |        |                 |
| C. F. Monterrey · México | 1.ª           | 2016-17       | 0       | 0       | 0       | 0                   | 0                   | 0                   | 1                          | 0                          | 0                          | 1     | 0     | 0      | 0.00            |
| C. F. Monterrey · México | 1.ª           | 2018-19       | 26      | 1       | 6       | 7                   | 1                   | 2                   | 8                          | 0                          | 1                          | 41    | 2     | 9      | 0.05            |
| C. F. Monterrey · México | 1.ª           | 2019-20       | 32      | 1       | 4       | 7                   | 1                   | 1                   | 2                          | 1                          | 1                          | 41    | 3     | 6      | 0.08            |
| C. F. Monterrey · México | 1.ª           | 2020-21       | 35      | 1       | 4       | 0                   | 0                   | 0                   | 4                          | 0                          | 1                          | 39    | 1     | 5      | 0.03            |
| C. F. Monterrey · México | 1.ª           | 2021-22       | 17      | 1       | 1       | 0                   | 0                   | 0                   | 2                          | 0                          | 1                          | 19    | 1     | 1      | 0.05            |
| C. F. Monterrey · México | Total club    | Total club    | 110     | 4       | 14      | 14                  | 2                   | 3                   | 17                         | 1                          | 4                          | 141   | 7     | 20     | 0.05            |
| C. D. Toledo · España | 2.ªB          | 2017-18       | 30      | 3       | 0       | 0                   | 0                   | 0                   | 0                          | 0                          | 0                          | 30    | 3     | 0      | 0.1             |
| C. D. Toledo · España | Total club    | Total club    | 30      | 3       | 0       | 0                   | 0                   | 0                   | 0                          | 0                          | 0                          | 30    | 3     | 0      | 0.1             |
| C. F. Cruz Azul · México | 1.ª           | 2021-22       | 12      | 3       | 2       | 1                   | 0                   | 0                   | 4                          | 0                          | 0                          | 17    | 3     | 2      | 0.18            |
| C. F. Cruz Azul · México | 1.ª           | 2022-23       | 38      | 2       | 6       | 0                   | 0                   | 0                   | 3                          | 0                          | 0                          | 41    | 2     | 6      | 0.05            |
| C. F. Cruz Azul · México | 1.ª           | 2023-24       | 36      | 1       | 3       | -                   | -                   | -                   | -                          | -                          | -                          | 36    | 1     | 3      | 0.02            |
| C. F. Cruz Azul · México | 1.ª           | 2024-25       | 41      | 0       | 8       | -                   | -                   | -                   | 11                         | 1                          | 1                          | 52    | 1     | 9      | 0.02            |
| C. F. Cruz Azul · México | 1.ª           | 2025-26       | 5       | 3       | 0       | -                   | -                   | -                   | 3                          | 1                          | 0                          | 8     | 4     | 0      | 0.66            |
| C. F. Cruz Azul · México | Total club    | Total club    | 132     | 9       | 19      | 1                   | 0                   | 0                   | 21                         | 2                          | 1                          | 154   | 11    | 20     | 0.09            |
| Total carrera | Total carrera | Total carrera | 273     | 16      | 33      | 15                  | 2                   | 3                   | 38                         | 3                          | 5                          | 324   | 20    | 40     | 0.07            |
| (1)Incluye datos de la Segunda División B de España (2017), Primera División de México (2018-Act.). (2)Incluye datos de la Copa México (2018-Act.). (3)Incluye datos de la Liga de Campeones de la Concacaf (2016-Act.) y el Mundial de Clubes (2019). |               |               |         |         |         |                     |                     |                     |                            |                            |                            |       |       |        |                 |

## Palmarés

### Campeonatos nacionales
| Título                     | Club      | País   | Año  |
| -------------------------- | --------- | ------ | ---- |
| Primera División de México | Monterrey | México | 2019 |
| Copa México                | Monterrey | México | 2020 |
| Supercopa de la Liga       | Cruz Azul | México | 2022 |

### Campeonatos internacionales
| Título                           | Club                      | Sede                   | Año  |
| -------------------------------- | ------------------------- | ---------------------- | ---- |
| Liga de Campeones                | Monterrey                 | Monterrey              | 2019 |
| Copa Oro                         | Selección de México       | Chicago                | 2019 |
| Preolímpico de Concacaf          | Selección Mexicana Sub-23 | Guadalajara            | 2021 |
| Torneo Olímpico de Fútbol        | Selección Mexicana Sub-23 | Tokio                  | 2021 |
| Liga de Campeones                | Monterrey                 | Monterrey              | 2021 |
| Copa de Oro de la Concacaf       | Selección de México       | Estados Unidos- Canadá | 2023 |
| Liga de Naciones de la Concacaf  | Selección de México       | Concacaf               | 2025 |
| Copa de Campeones de la Concacaf | Club de Fútbol Cruz Azul  | Ciudad de México       | 2025 |
| Copa de Oro de la Concacaf       | Selección de México       | Estados Unidos         | 2025 |

### Distinciones individuales
| Distinción                                                         | Año  |
| ------------------------------------------------------------------ | ---- |
| Incluido en el equipo ideal del Apertura 2019                      | 2019 |
| Incluido en el equipo ideal de la Liga de Campeones de la Concacaf | 2019 |